# Crepidorhopalon manganicolus
Crepidorhopalon manganicolus är en tvåhjärtbladig växtart som beskrevs av E. Fischer. Crepidorhopalon manganicolus ingår i släktet Crepidorhopalon och familjen Linderniaceae. Inga underarter finns listade i Catalogue of Life.